# Crkva sv. Jurja na Veloj Bračuti kod Pučišća
Crkva sv. Jurja na Veloj Bračuti kod Pučišća, zaštićeno kulturno dobro.

## Opis dobra
Crkva sv. Jurja na Veloj Bračuti zapadno od Pučišća jednobrodna je crkvica s polukružnom apsidom pokrivena krovom od kamenih ploča. Građena je u romaničkoj tradiciji s glatkim ožbukanim zidovima i presvođena bačvastim svodom s rustičnim vijencem u podanku svoda. Visoko usko pročelje odaje gotičke proporcije, a na vrhu je monumentalna zidana preslica. U oltaru je renesansni kameni reljef sv. Jurja na konju koji ubija zmaja, a na pilastrima sa strana su sv. Jeronim u spilji i sv. Antun Opat. Crkva sv. Jurja vrijedan je primjer sakralne arhitekture ranog 14. st.

## Zaštita
Pod oznakom Z-4681 zavedena je kao nepokretno kulturno dobro - pojedinačno, pravna statusa zaštićena kulturnog dobra, klasificirano kao "sakralna graditeljska baština".